# Neosolieria sila
Neosolieria sila là một loài ruồi trong họ Tachinidae.